# Primulina gemella
Primulina gemella là một loài thực vật có hoa trong họ Tai voi (Gesneriaceae). Loài này sinh sống tại khu vực tỉnh Quảng Ninh (Việt Nam), được David Wood mô tả khoa học đầu tiên năm 1972 dưới danh pháp Chirita gemella. Năm 2011, Yin Z.Wang chuyển nó sang chi Primulina.